# Pierwszy rząd Jüriego Ratasa
Pierwszy rząd Jüriego Ratasa – rząd Republiki Estońskiej funkcjonujący od 23 listopada 2016 do 29 kwietnia 2019.
Gabinet powstał po upadku drugiego rządu Taaviego Rõivasa, który 9 listopada 2016 rząd przegrał w Zgromadzeniu Państwowym głosowanie nad wotum nieufności. Nową koalicję rządową zawiązały współtworzące dotychczasowy gabinet Partia Socjaldemokratyczna (SDE) oraz Związek Ojczyźniany i Res Publica (IRL), a także opozycyjna dotąd Estońska Partia Centrum (KE). 19 listopada ugrupowania te zakończyły negocjacje, ustalając, że na czele rządu stanie Jüri Ratas, lider ostatniej z nich. Dwa dni później parlament 53 głosami "za" powołał przewodniczącego centrystów na premiera. 23 listopada 2016 zaprzysiężono członków nowego gabinetu
Po wyborach w 2019 centryści porozumieli się z chadecką partią Isamaa (przemianowaną IRL) oraz z narodowo-konserwatywną EKRE, współtworząc drugi gabinet dotychczasowego premiera. Jego pierwszy rząd funkcjonował do 29 kwietnia 2019.

## Skład rządu
| Stanowisko                           | Minister                                   | Partia | Partia |
| ------------------------------------ | ------------------------------------------ | ------ | ------ |
| Premier                              | Jüri Ratas                                 |        | KE     |
| Minister edukacji i badań            | Mailis Reps                                |        | KE     |
| Minister gospodarki i infrastruktury | Kadri Simson                               |        | KE     |
| Minister rolnictwa                   | Martin Repinski (do 12 grudnia 2016)       |        | KE     |
| Minister rolnictwa                   | Tarmo Tamm (od 12 grudnia 2016)            |        | KE     |
| Minister administracji publicznej    | Mihhail Korb (do 12 lipca 2017)            |        | KE     |
| Minister administracji publicznej    | Jaak Aab (od 12 lipca 2017 do 2 maja 2018) |        | KE     |
| Minister administracji publicznej    | Janek Mäggi (od 2 maja 2018)               |        | KE     |
| Minister środowiska                  | Marko Pomerants (do 12 lipca 2017)         |        | IRL    |
| Minister środowiska                  | Siim Valmar Kiisler (od 12 lipca 2017)     |        | IRL    |
| Minister finansów                    | Sven Sester (do 12 lipca 2017)             |        | IRL    |
| Minister finansów                    | Toomas Tõniste (od 12 lipca 2017)          |        | IRL    |
| Minister obrony                      | Margus Tsahkna (do 12 lipca 2017)          |        | IRL    |
| Minister obrony                      | Jüri Luik (od 12 lipca 2017)               |        | IRL    |
| Minister opieki społecznej           | Kaia Iva                                   |        | IRL    |
| Minister sprawiedliwości             | Urmas Reinsalu                             |        | IRL    |
| Minister spraw zagranicznych         | Sven Mikser                                |        | SDE    |
| Minister przedsiębiorczości          | Urve Palo (do 22 sierpnia 2018)            |        | SDE    |
| Minister przedsiębiorczości          | Rene Tammist (od 22 sierpnia 2018)         |        | SDE    |
| Minister kultury                     | Indrek Saar                                |        | SDE    |
| Minister zdrowia i pracy             | Jevgeni Ossinovski (do 2 maja 2018)        |        | SDE    |
| Minister zdrowia i pracy             | Riina Sikkut (od 2 maja 2018)              |        | SDE    |
| Minister spraw wewnętrznych          | Andres Anvelt (do 26 listopada 2018)       |        | SDE    |
| Minister spraw wewnętrznych          | Kadri Raik (od 26 listopada 2018)          |        | SDE    |